# SMS Jazz
SMS Jazz is een Amerikaans platenlabel, dat jazz uitbrengt. Het is het platenlabel van de klarinettist Mort Weiss. De muzikant richtte het in Round Top (Texas) gevestigde label in 2001 op.
Naast muziek van Weiss kwamen op het label ook albums uit van de bigband van drummer Gerry Gibbs en Melodye.